# Ješprenj
Ješprenj ali olupljen ječmen je ječmen, ki je bil obdelan tako, da so mu odstranili vlaknato zunanjo lupino in ga spolirali, da so odstranili del ali celotno plast otrobov.
Je najpogostejša oblika ječmena za prehrano ljudi, ker se hitreje kuha in je manj žvečljiv kot druge, manj predelane oblike žita, kot je "oluščen ječmen" (ali "ječmenova kaša", znana tudi kot "ječmen za juho"). Iz mletega ješprenja se pripravlja fina ječmenova moka.
Ješprenj je po vsebnosti kalorij, beljakovin, vitaminov in mineralov podoben pšenici, čeprav so nekatere sorte bogatejše z lizinom. Uporablja se predvsem v juhah, enolončnicah in kašah. Je glavna sestavina italijanske jedi orzotto in ena glavnih sestavin judovske jedi cholent ter poljske juhe krupnik. Prav tako je sestavni del slovenske narodne jedi ričet.